# Ли Фу Шан
Ли Фу Шан (вьет. Lý Phú San, настоящее имя — Ле Фан Тян (вьет. Lê Phan Chăn); 1 июня 1900, Тханьоай — 27 декабря 1980, Ханой) — вьетнамский военнослужащий, участвовавший в битве за Москву в период Великой Отечественной войны. Единственный вьетнамский солдат, добровольно воевавший на советской стороне и доживший до Дня Победы. В годы войны был также тружеником тыла.

## Биография

### Ранние годы
Ли Фу Шан родился 1 июня 1900 года в коммуне Таныок, уезд Тханьоай, провинция Хадонг (ныне часть Ханоя). В его более поздних рабочих документах во Вьетнаме указано, что он родился в 1904 году.
Согласно сведениям его дочери Ле Тхи Фыонг, настоящее имя Ли Фу Шана — Ле Фан Чан. Псевдоним Ли Фу Шан был дан президентом Вьетнама Хо Ши Мином. В 1917 году он уехал из родного города в Ханой, затем в Сайгон, а затем в Пномпень. Работал наёмным работником во французской семье в Ханое.
В 1924 году устроился на работу поваром к французскому коммерсанту и уехал вместе с ним во Францию. Здесь в Париже он состоял в подпольной ячейке Коммунистической партии Индокитая. Также в Париже вступил во Французскую коммунистическую партию (ФКП). В 1932 году она тайно направила Ле Фана Чана, взявшего тогда псевдоним Ли Фу Сан, в Москву на учёбу в Коммунистический университет трудящихся Востока (КУТВ).
2 января 1933 года поступил в институт по изучению этнических и колониальных проблем. В последующие годы он учился в Москве под именем Ли Фу Шан, указанным в его военном билете и свидетельстве о советском гражданстве. До конца жизни он сохранил это гражданство.
В документах Ли Фу Шана записывали по-разному, называя даже «Михаилом». Из всех вьетнамцев-участников битвы за Москву у него больше всего псевдонимов. В КУТВ его называли Ле Фан Тян, на родине — Ле Ту Лак, в ФКП — Ле Кон Бин, во Франции — просто Бинь, по китайскому паспорту — Конг Минг Сонг, а во многих документах Ли Фу Шан назывался как Свелтон.

### Во время войны
7 ноября 1941 года на Красной площади состоялся исторический военный парад, с которого бойцы Красной армии шли прямо на фронт защищать Москву. В этом параде участвовали и вьетнамские добровольцы из специальной мотоциклетной бригады ОМСБОН — подразделения, которое было срочно создано всего через 4 дня после начала войны. Из документа, опубликованного журналистом Алексеем Сюнненбергом, известно, что хотя Ли Фу Шан и подал заявление добровольцем в армию, он не смог вступить в интернациональный добровольческий полк при ОМСБОН по состоянию здоровья.
К концу 1941 года в связи с ожесточённым характером боёв по обороне столицы в Москве и её окрестностях было создано до 200 военных госпиталей. Ли Фу Шана, имевшего опыт работы в медицинской сфере, перевели ухаживать за ранеными и больными солдатами в военный госпиталь. Помимо работы здесь, он также участвовал в строительстве оборонительных траншей на подступах к Москве, ежедневно сменяясь на станции ПВО, предупреждая о появлении вражеской техники, туша пожары, вызванные бомбами.

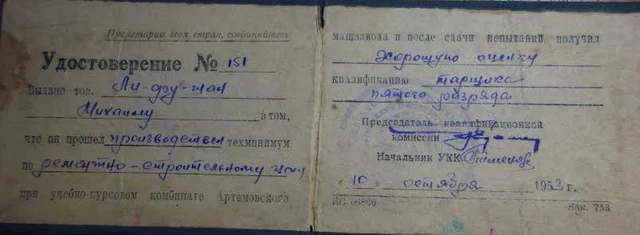
Удостоверение Ли Фу Шана о прохождении курса обучения на Машиностроительном заводе (10 октября 1953)

В начале 1942 года немцы были выбиты из Подмосковья. Из-за необходимости строить больше заводов и цехов на востоке в апреле 1942 года Ли Фу Шан уехал из столицы, чтобы работать на Северо-Уральской электростанции. В исследовательской работе вьетнамского учёного А. Соколова говорится, что Ли Фу Шан работал на строительстве электростанции в городе Артёмовском (Свердловская область). С 1946 года трудился на Артёмовском машиностроительном заводе (цех № 6). Можно предположить, что он работал на этом заводе до возвращения на родину, поскольку в семейном архиве хранилась карточка, удостоверяющая прохождение курса обучения Машиностроительного завода в 1953 году, выданная «Ли-фу-шану Михаилу».

### Послевоенная жизнь
В декабре 1956 года Ли Фу Шан вернулся к себе на родину во Вьетнам и стал работать переводчиком в делегации советских специалистов, помогавших строить Me Tri Radio. Затем, на церемонии открытия, посольство СССР обнаружило его отца, а потом пригласило дочь Ли Фу Шана на работу в посольство.
Вернувшись на родину, Ли Фу Шан нашёл свою жену Данг Тхи Лоан после 32 лет разлуки. После многих безуспешных попыток найти жену он обратился к Унг Ван Химу — заместителю министра иностранных дел, главе комитета по иностранным делам ЦК партии. Благодаря его помощи Шан нашёл свою супругу в 1957 году. Им пришлось опять организовать свадьбу, поскольку на тот момент Шан был гражданином СССР. В следующем году у пары родилась дочь Ле Тхи Фыонг.
Ли Фу Шан скончался 27 декабря 1980 года в Ханое в возрасте 80 лет от бронхоэктатической болезни. Его тело было кремировано.
При жизни был награждён медалями «За доблестный труд в период Великой Отечественной войны 1941—1945 гг.» и «В ознаменование 100-летия со дня рождения Владимира Ильича Ленина».
Указом Президиума Верховного Совета СССР от декабря 1986 года посмертно награждён орденом Отечественной войны I степени за отвагу, проявленную в боях на подступах к Москве против немецких войск. Также был награждён юбилейной медалью «Сорок лет Победы в Великой Отечественной войне 1941—1945 гг.». Спустя время прах Ли Фу Шана был вывезен из Ханоя и перезахоронен на одном из кладбищ Москвы.

## Личная жизнь

Ли Фу Шан с женой Данг Тхи Лоан и дочерью Ле Тхи Фыонг

Жена — Данг Тхи Лоан (вьет. Đặng Thị Loan; 1917 — 11 декабря 1996). В 1957 году работала на текстильной фабрике Нам Динь, затем пошла торговать простынями, разбогатела, однажды внесла золото в Золотую неделю, а потом из-за поворота событий осталась с пустыми руками и вновь вернулась к своей работе. Скончалась в 1996 году и была кремирована.
Дочь — Ле Тхи Фыонг (вьет. Lê Thị Phượng; род. 1958). В 1980 году окончила биологический факультет Педагогического университета № 1. После выпуска она, «посидев несколько лет дома», начала преподавать русский язык в школе Бе Ван Дан. Фыонг свободно умеет говорить по-русски, этому научил её отец.
В 1992 году, столкнувшись со многими трудностями, Фыонг решила перевезти свою мать в Москву. На тот момент, по закону, она ещё имела советское гражданство, и поэтому в Москве по их приезду были проведены процедуры по переходу Фыонг в российское гражданство. В багаж Фыонг положила ящик с прахом своего отца и отправилась в составе своей семьи из трёх человек. Ле Тхи Фыонг долгое время работала в сфере образования, преподавая русский язык и биологию, пока не вышла на пенсию.
Фыонг заявила, что хранила прах своего отца в доме более 10 лет. В 2001 году она купила участок земли на Красногорском кладбище и привезла родителей туда для захоронения.

В настоящее время проживает в Западном округе. Сын Ле Тхи Фыонг — Михаил, в 2015 году окончил школу, затем учился в университете в Москве.
О своём отце Фыонг вспоминала:

Мой отец обычно тихий, редко говорит о прошлом. Он только сказал, что в первые дни войны в Москве было очень голодно и холодно, делили куски хлеба.
Характер у него такой, «ни похвалы, ни трусости», очень простой, почти ничего не просит. Некоторое время работал в советском посольстве, из-за разногласий на работе мой отец был вынужден остаться здесь [во Вьетнаме].
Дома он написал заявление в МИД, потом в МВД, потом отца приняли в Департамент дипломатической службы. Почему-то мой отец не получал ни пенсии, ни пособия. Состояние экономики того времени было крайне тяжёлым.
Видя, что мой отец грустит, мама просила его носить медали, которые были вручены ему Советским Союзом, и просила вернуться на работу.
Посол И. С. Щербаков выслушал представление, сразу же принял моего отца обратно.

## Награды
- Медаль «За доблестный труд в период Великой Отечественной войны 1941—1945 гг.»;
- Медаль «В ознаменование 100-летия со дня рождения Владимира Ильича Ленина»;
- Орден Отечественной войны I степени — посмертно (декабрь 1986);
- Юбилейная медаль «Сорок лет Победы в Великой Отечественной войне 1941—1945 гг.».